# Cá chim khoang
Cá chim khoang hay cá cánh dơi bạc, cá chim dơi bạc (Danh pháp khoa học: Monodactylus argenteus) là một loài cá trong họ Monodactylidae.
Nó còn có tên gọi khác là cá chim trắng, cá chim dơi vàng, cá chim dơi bạc, cá kim xương, cá ngân xương.